# تسويوشي آبي
تسويوشي آبي (باليابانية: 阿部 力) هو ممثل ياباني، ولد في 13 فبراير 1982 بهاربن في الصين.

## وصلات خارجية
- تسويوشي آبي على موقع IMDb (الإنجليزية)
- تسويوشي آبي على موقع قاعدة بيانات الفيلم (الإنجليزية)